# Тараканы-черепашки
Тарака́ны-черепа́шки (лат. Corydiidae) — семейство насекомых с неполным превращением из отряда таракановых.

## Описание
Характеризуются ярко выраженным половым диморфизмом. Самцы крылатые, длиной около 2,5—3 см; самки значительно более массивные, достигают 3—4 см в длину и лишены крыльев (в редких случаях — обладают рудиментарными крыльями), внешне несколько напоминают мокриц. При откладывании яиц самки формируют небольшие вытянутые оотеки с семью яйцевыми камерами; при вылуплении молоди оотека вскрывается продольно.
Большинство представителей данного семейства приурочено к засушливым районам, наибольшее разнообразие представлено в Средней Азии, Иране, Северной и Южной Африке и на юго-западе Северной Америки.

## Палеонтология
В ископаемом виде тараканы-черепашки известны начиная с мелового периода. Также найдены в отложениях палеоценовой эпохи на Дальнем Востоке (Россия).

## Роды

### Corydiinae
- Anosigamia
- Arenivaga
- Austropolyphaga
- Eremoblatta
- Ergaula
- Eucorydia
- Eupolyphaga
- Hemelytroblatta
- Heterogamisca
- Heterogamodes
- Homoeogamia
- Hypercompsa
- Leiopteroblatta
- Mononychoblatta
- Nymphrytria
- Polyphaga
- Polyphagina
- Polyphagoides
- Therea

### Latindiinae
- Buboblatta
- Bucolion
- Compsodes
- Gapudipentax
- Latindia
- Melestora
- Myrmecoblatta
- Paralatindia
- Sinolatindia
- Stenoblatta

### Other
- Aclavoidea
- Anacompsa
- Ctenoneura
- Euthyrrhapha
- Holocompsa
- Homopteroidea
- Ipisoma
- Ipolatta
- Melyroidea
- Oulopteryx
- Pholadoblatta
- Sphecophila
- Tivia
- Zetha
- Вымершие роды
- †Bimodala Šmídová, 2019
- †Cretaholocompsa Martínez-Delclòs, 1993
- †Fragosublatta Chen et al., 2021
- †Magniocula Qiu et al., 2019
- †Nodosigalea Li & Huang, 2018
- †Spinka Vršanský et al., 2019

## Фото

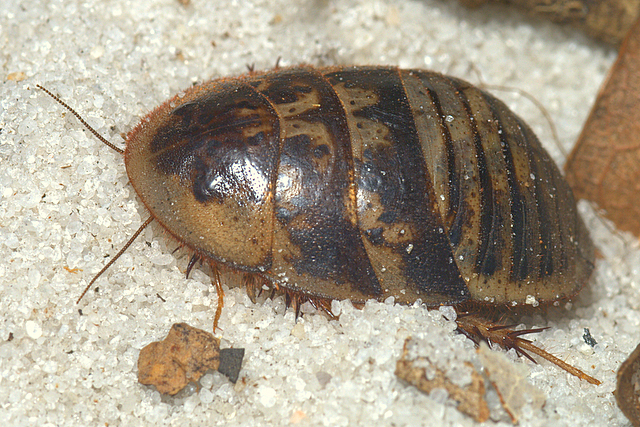
Самка Arenivaga floridensis
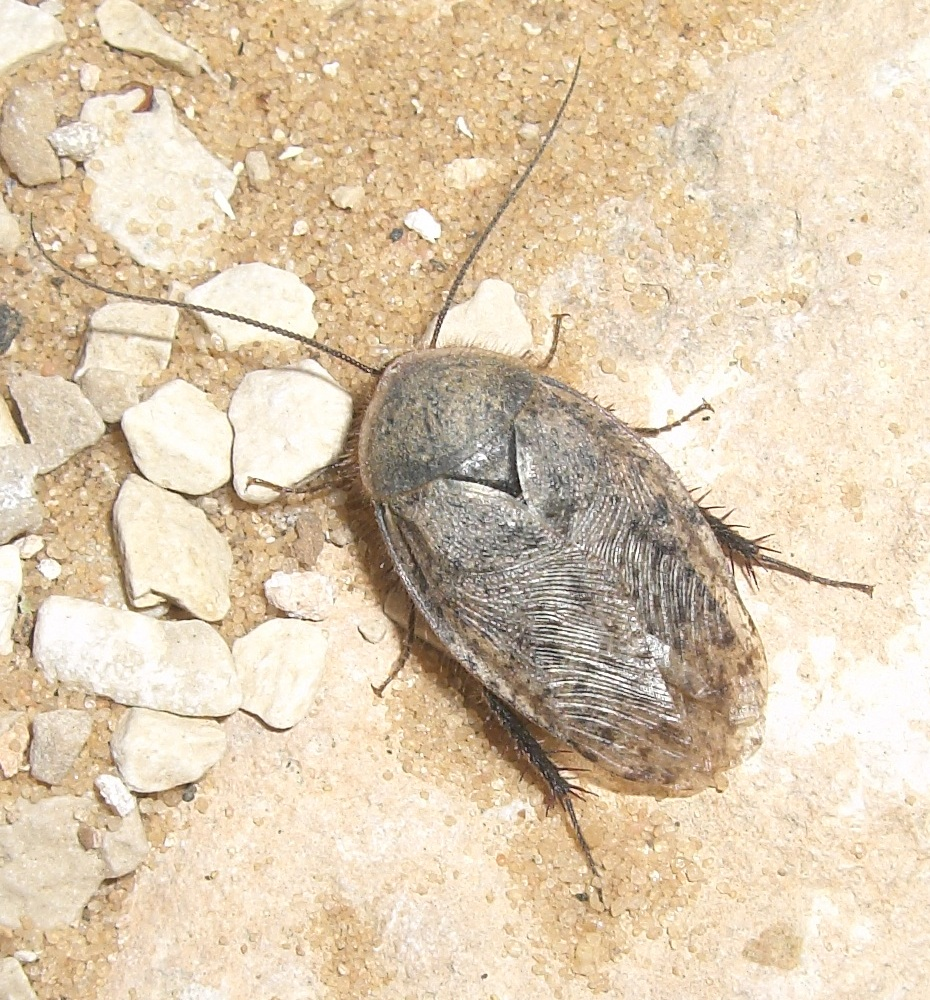
Самец Arenivaga africana